# مارتین تورک
مارتین تورک (انگلیسی: Martin Turk؛ زادهٔ ۲۱ اوت ۲۰۰۳) بازیکن فوتبال اهل اسلوونی است.
وی همچنین در تیم‌های ملی فوتبال زیر ۱۵، ۱۶، ۱۷ و ۲۱ سال اسلوونی بازی کرده‌است.